# جوبا
جوبا هي العاصمة الأولى لجمهورية جنوب السودان وأكبر مدنها. تقع على النيل الأبيض وكانت قبل الانفصال عن الشمال عام 2011 تعدّ عاصمة ولاية وسط الاستوائية.

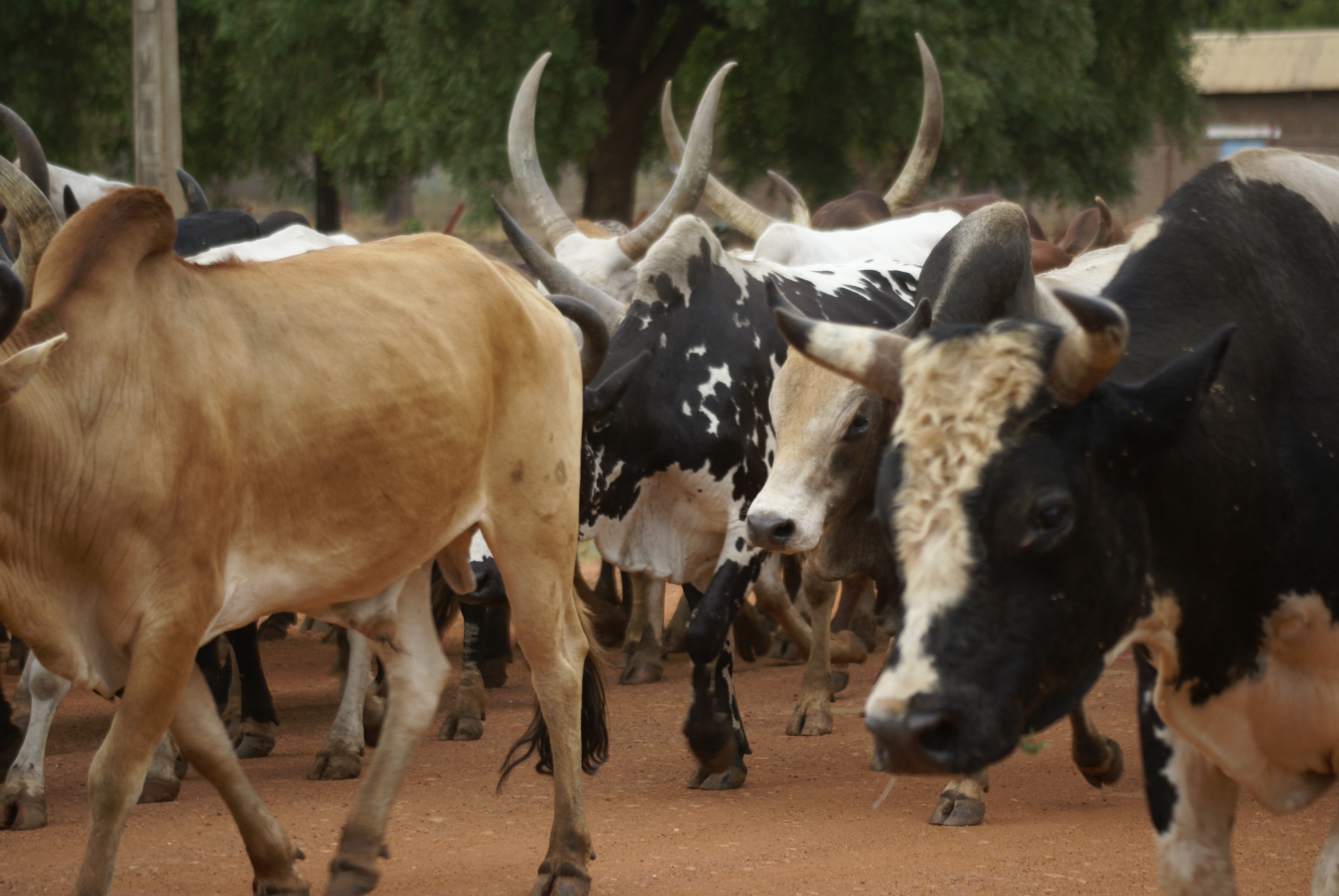

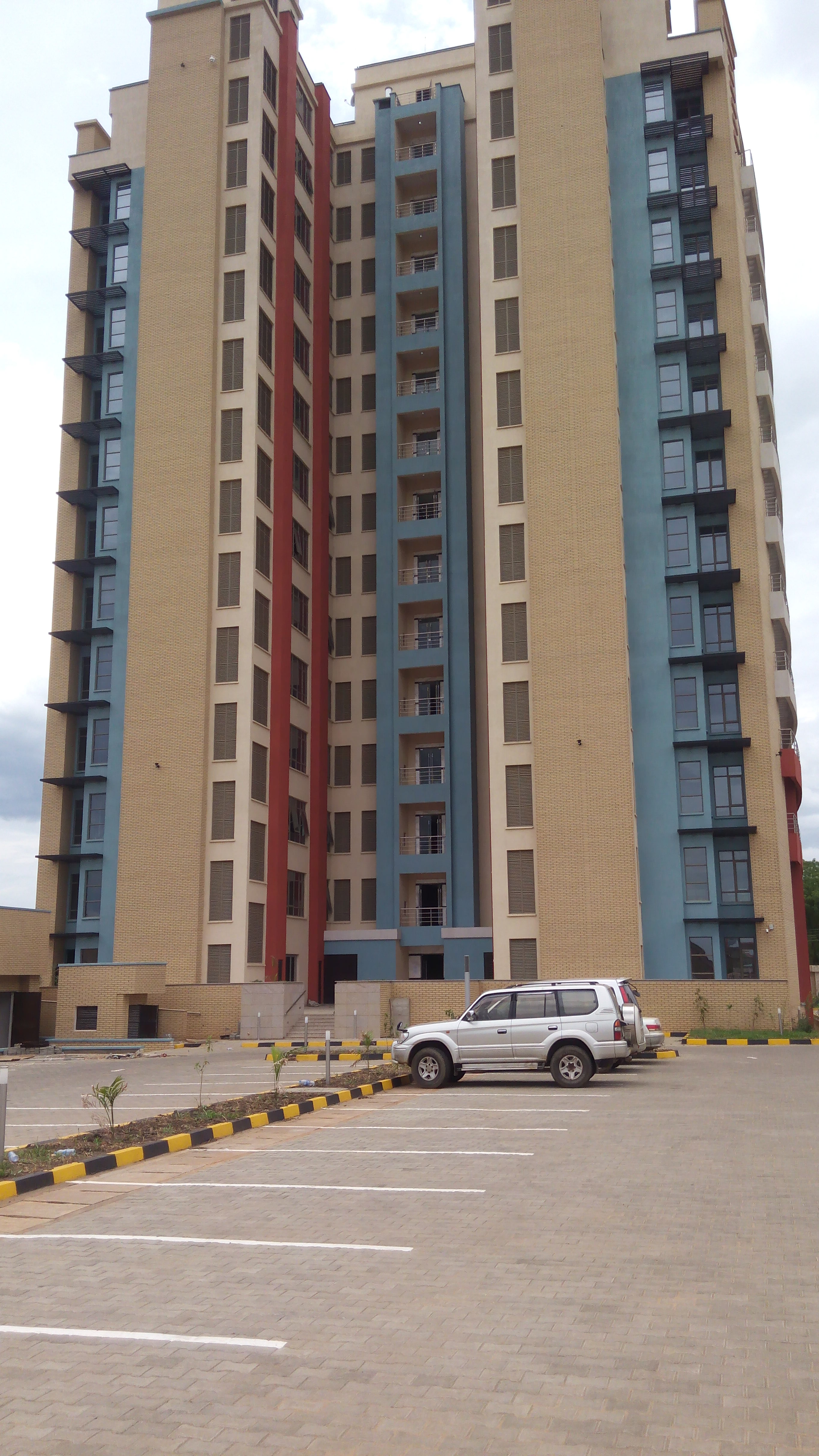
مبني جوبا

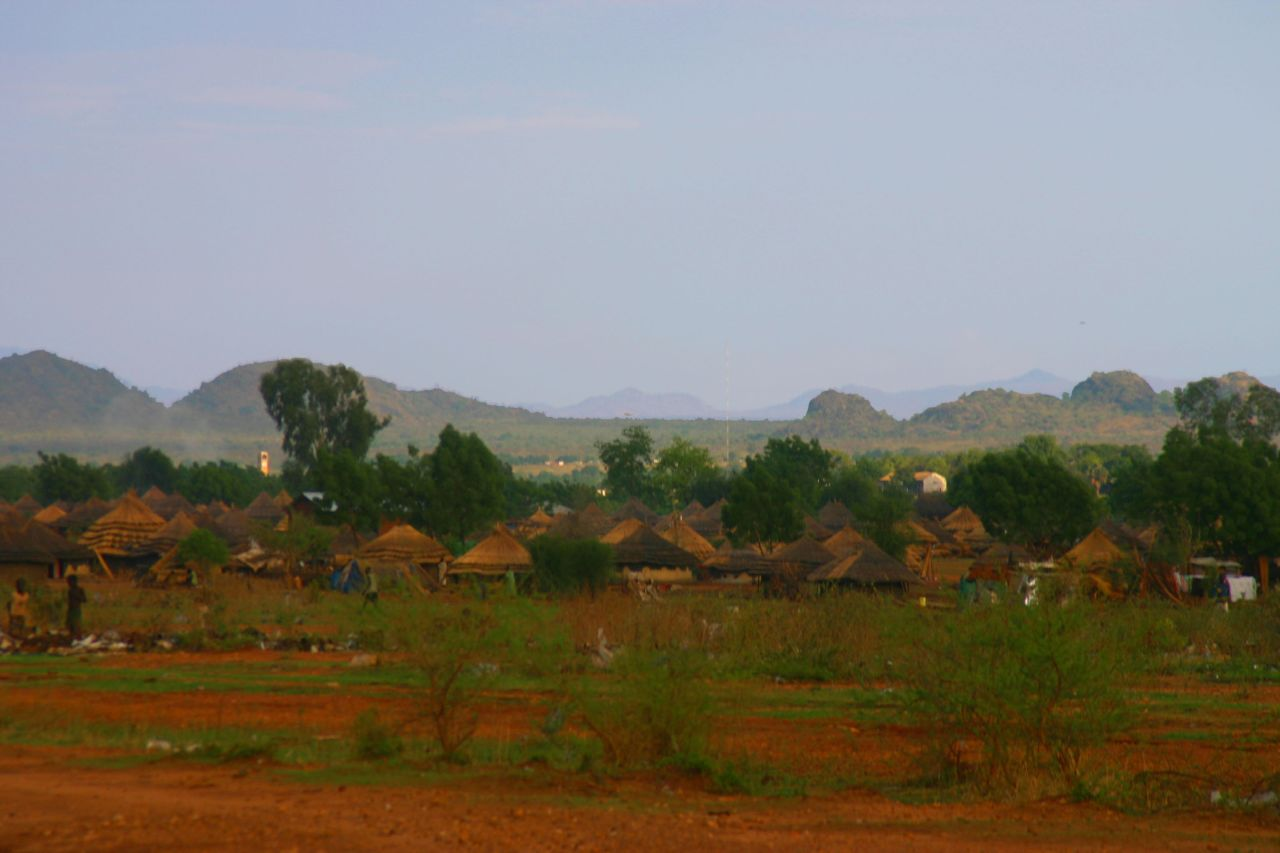

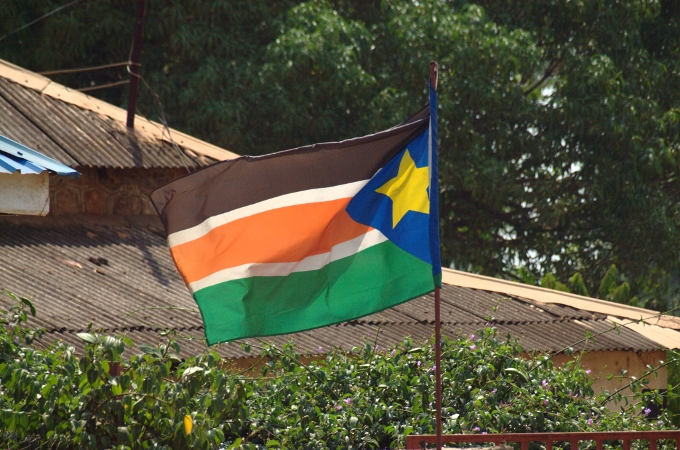
علم جنوب سودان في جوبا

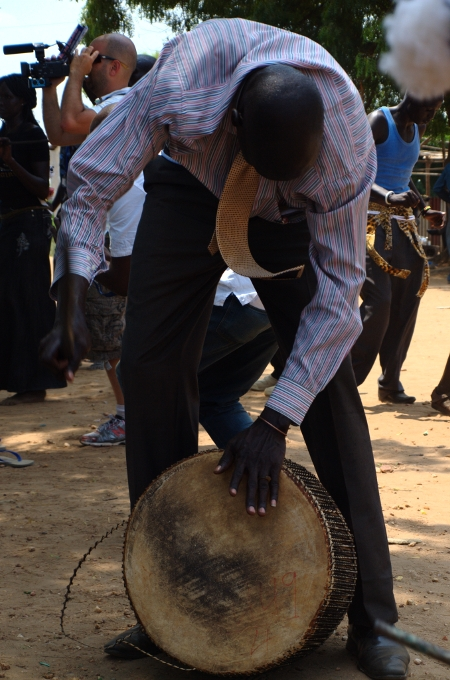

## تاريخ

### الحرب الأهلية السودانية
قصفت قوات الجيش السوداني مدينة جوبا سنة 1956م في الحرب الأهلية السودانية الأولى بحجة مساعدتهم الحركة الشعبية لتحرير السودان. أصابتها في عام 1999 م عمليات قصف أدت إلى هدم للمباني خلال الحرب الأهلية السودانية الثانية في عملية كبيرة شنتها قوات الحكومة السودانية على الحركة الشعبية لتحرير السودان, وقد أدى ذلك إلى مقتل حوالي 750 شخصا في جنوب السودان، منهم 79 في مدينة جوبا.

### نقل العاصمة
في سبتمبر 2011 قرر مجلس وزراء دولة جنوب السودان في اجتماعه الدوري بحضور رئيس الحكومة سلفاكير ميارديت نقل عاصمة الجنوب من جوبا إلى مدينة رامشيل في ولاية البحيرات الواقعة بين ولايات جونقلي والاستوائية وأعالي النيل وذلك خلال فترة ما بين ثلاث وست سنوات وقد أعلن وزير الإعلام والمتحدث باسم حكومة الجنوب دكتور برنابا مريال بنجامين بأن نقل العاصمة جاء بقرار من المجتمع المحلي الرافض لوجود العاصمة في جوبا إلى جانب كثرة مشاكل الأراضي في المدينة خاصة للمستثمرين، مشيراً إلى أن اللجنة الوزارية لاختيار العاصمة قد اجتمعت بقيادة قبيلة الباريا في الاستوائية الوسطى التي تقع فيها مدينة جوبا، وأضاف أن قادة القبيلة أكدوا أنهم لا يمانعون من نقل العاصمة من جوبا.

## الجغرافيا
تعد مدينة جوبا أكبر مدينة في جنوب السودان، وهي تقع على خط العرض 3 درجات شمالاً، وخط الطول 32 درجة شرقاً. وتطل على مجرى بحر الجبل، وعلى هضبة مؤلفة من تربة صلصالية تقطعها فروع نهر النيل، تبلغ أعلى قمة جبلية مجاورة 3187م في جبل كينيتي. مناخها شبه استوائي، فالحرارة شديدة نهاراً والرطوبة عالية ليلاً. تهطل الأمطار معظم السنة، تراوح كمياتها ما بين 1000- 1500 مم سنوياً، والرياح رطبة.
قبل الحرب الأهلية كانت جوبا مركزاً رئيسياً للنقل في المنطقة، حيث كانت تربطها طرق سريعة بكل من كينيا، أوغندا، وجمهورية الكونغو الديمقراطية. الطرقات أو الميناء النهري لم تعد تستخدم حالياً، فيما تقوم الأمم المتحدة وحكومة جنوب السودان بإصلاح الطرق إلا أن الانتهاء منها يتطلب عدة سنوات.
في أبريل 2009 استقبل مطار جوبا عدداً كبيراً من الطائرات التي تحمل المساعدات المقدمة من قبل الأمم المتحدة والمنظمات الغير حكومية، إضافة لطائرات ركاب مدنية حيث توجد هناك رحلة يومية من وإلى الخرطوم ورحلات يومية إلى مطار عنتيبي ورحلات أسبوعية لمطار أديس أبابا. ولبعثة الأمم المتحدة في السودان (UNMIS) مجمع كبير قرب المطار.

## السكان

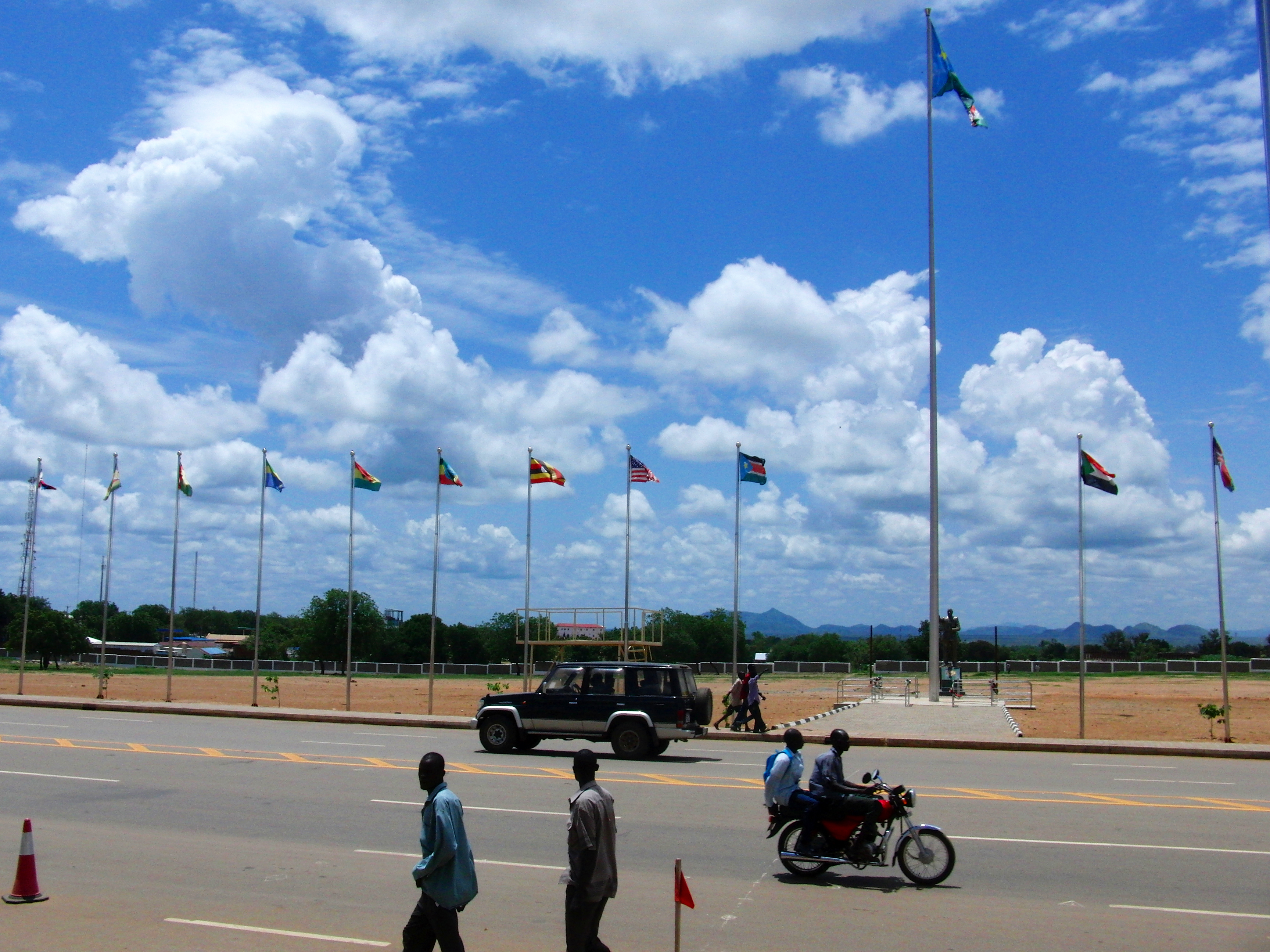
ساحة ضريح جون قرنق.

وصل عدد سكان مدينة جوبا في عام 2005 م إلى 163.442 ألف نسمة. ووفقاً لعدد من الجهات المانحة العاملة في جوبا فإن عدد السكان التقريبي قد يصل إلى 250.000 نسمة. وكانت حكومة جنوب السودان قد رفضت نتائج الإحصاء السكاني الذي قامت به الحكومة السودانية في أبريل/مايو 2008. والذي قدر عدد السكان ب (300,000) نسمة تعد المدينة ذات نمو سريع بفضل عوائد النفط ما جذب إليها العديد من الاستثمارات وبالأخص الصينية.
وقد بلغ معدل المواليد 44.6 بالألف في المدة ما بين 1985 و1990، ومعدل الوفيات 15.8 بالألف.
| سنة           | عدد السكان |
| ------------- | ---------- |
| 1973 (إحصاء)  | 56,737     |
| 1983 (إحصاء)  | 83,787     |
| 1993 (إحصاء)  | 114,980    |
| 2005 (تقديرا) | 163,442    |
| 2008 (إحصاء)  | 300,000    |

يتحدث سكان المدينة عربى جوبا الخليط من اللغة العربية والإنجليزية واللهجات المحلية، ولكن العربية هي اللغة الطاغية على الرغم من دخول بعض قواعد الإنجليزية عليها.[بحاجة لمصدر]
أهم المعتقدات الدينية الديانة الإسلامية، وإلى جانبها معتقدات قديمة وثنية، وكذلك الديانة المسيحية، وعملت على نشرها البعثات التبشيرية الأوربية.
كما يتألف سكان جوبا من عناصر مختلطة، أهمها المجموعة النيلية التي تشمل الدِّنكا، والتي تُقسم إلى عدة أقسام. وفي جوبا تقيم مجموعة دينكابور، وهم من أكثر القبائل الجنوبية اختلاطاً بالعرب الشماليين، كما أن الإسلام قد تغلغل في صفوفهم. وصاهرت الدِّنكا بعض قبائل البقّارة، مما قوّى الصلات ووشائج الألفة بينهم. وإلى جانبهم يوجد عدد من أفراد قبائل النوير والشلُك والعرب.

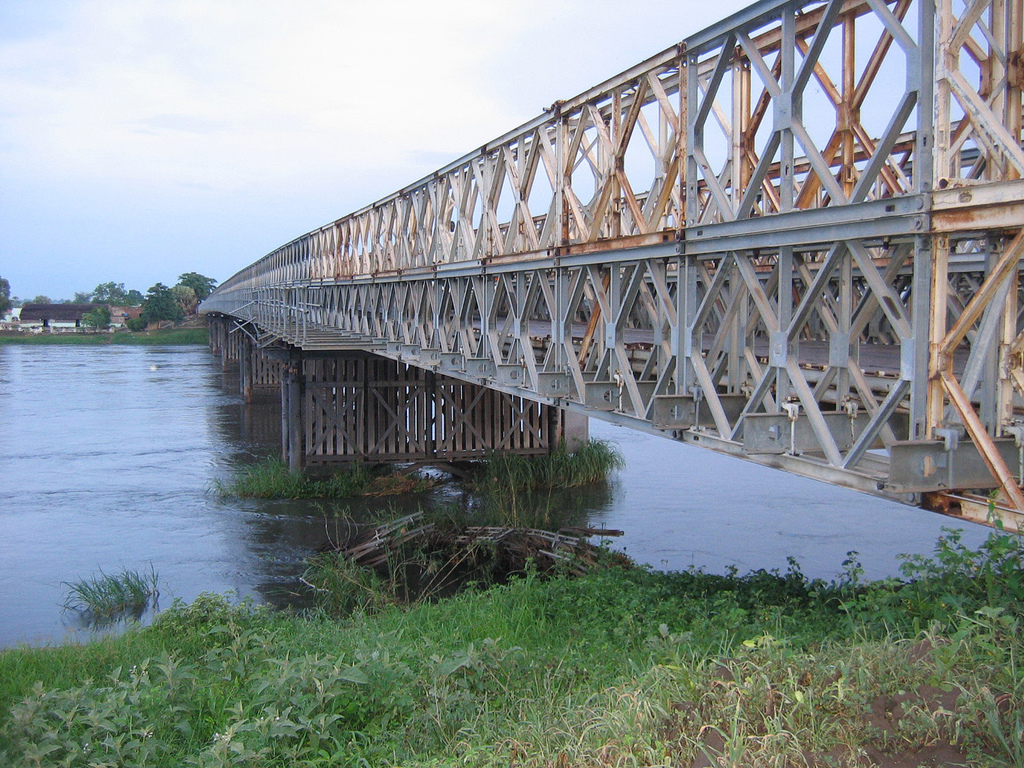
جسر جوبا

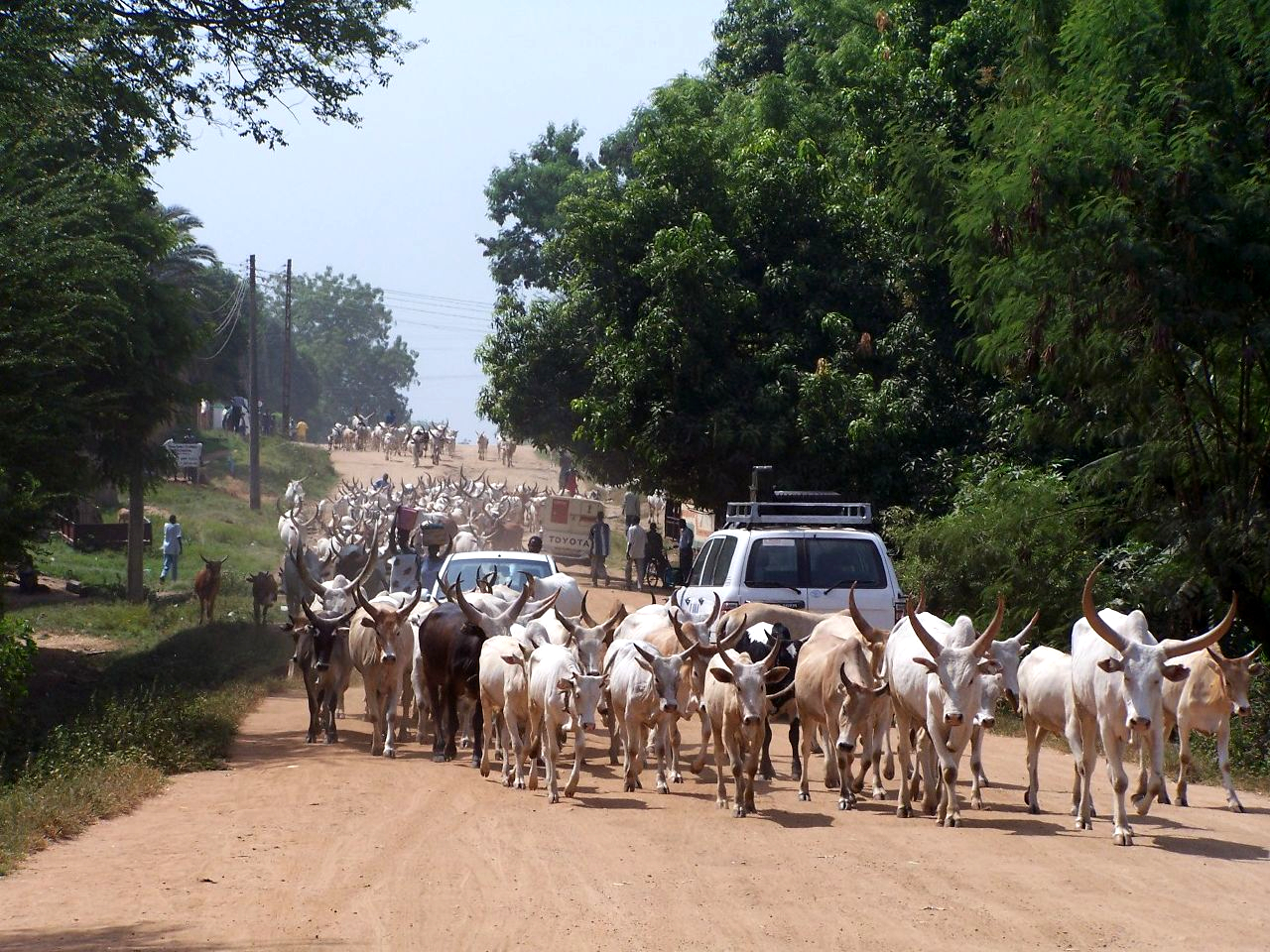
ماشية في شوارع جوبا

## الاقتصاد

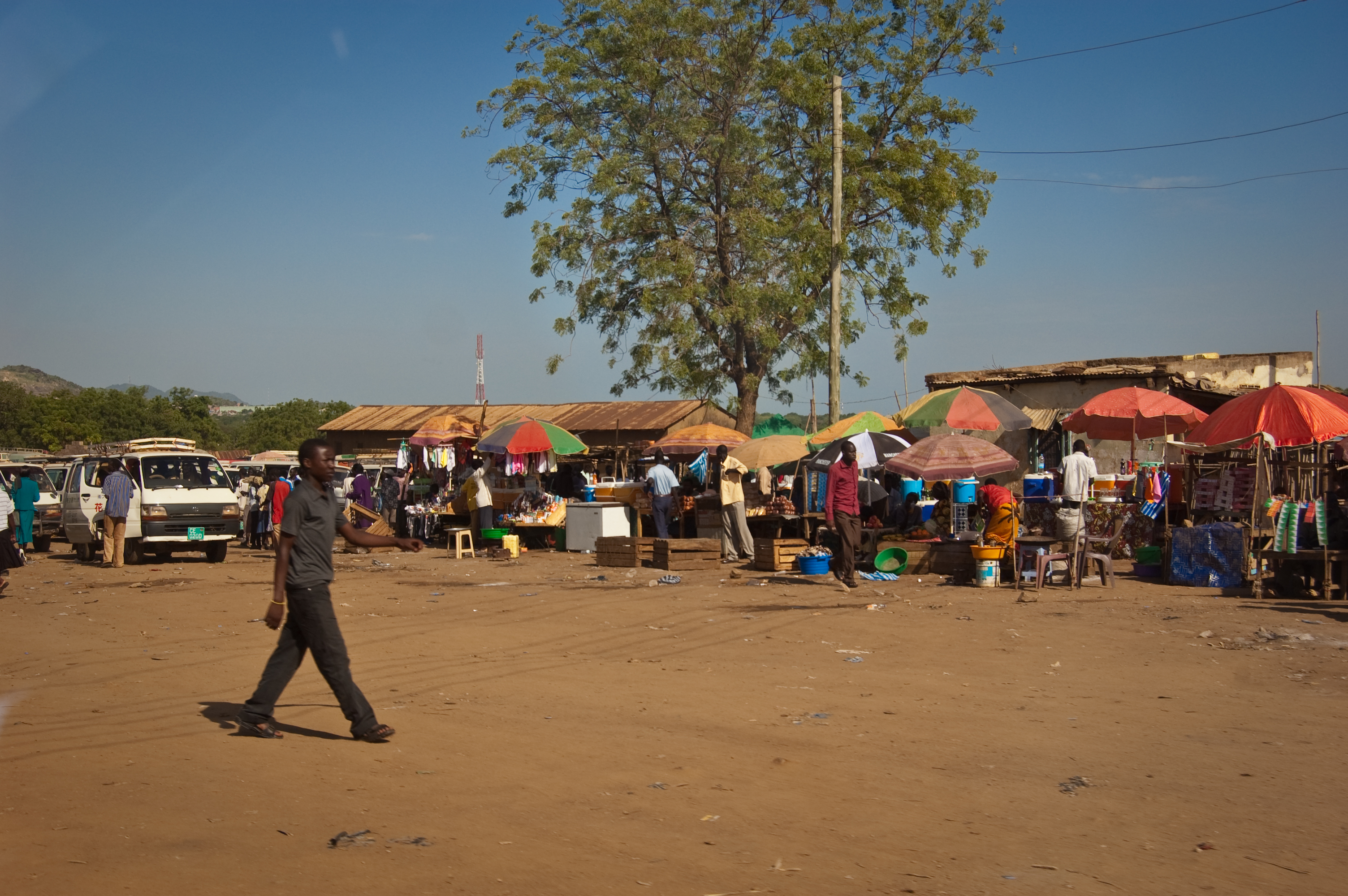
أحد أسواق جوبا

توجد في جوبا بنوك محلية تتخذ من المدينة مقراً رئيسياً لها مثل بنك بوفاللو التجاري "Buffalo Commercial Bank"، البنك آيفوري "Ivory Bank" وبنك النيل التجاري. في أكتوبر 2010 قامت عدة شركات إقليمية ودولية بإنشاء تواجد لها في جوبا، بينها بنوك كينية واوعندية مثل مجموعة البنك التجاري الكيني "KCB Group" ومؤسسة التأمين الوطنية الأوغندية "NIC".

## جامعة جوبا
تأسست جامعة جوبا عام 1977 وهي جامعة سودانية عريقة . كانت الجامعة في السابق تهتم بتطوير التعليم في الجنوب عندما كانت السودان مُوحدة، لكن بعد الانفصال تقرر نقل جميع كلياتها إلى جنوب السودان .

## أشخاص من جوبا
- اهايو دنغ ملكة جمال وعارضة أزياء من جوبا.
- بانجز فنان هيب هوب وأيضاً مغني راب وشخصية مشهورة في اليوتيوب.
- مستقلة موسى ننهة أول طفلة تولد في جنوب السودان بعد الاستقلال وسميت مستقلة لهذه المناسبة وقد توفيت قبل عيد ميلادها الأول.